# ジェラルディン・ロマン
ジェラルディン・バティスタ・ロマン（英：Geraldine Batista Roman、1967年4月23日 - ）は、フィリピンの政治家。
トランスジェンダーとして初めての同国国会議員であり、「equality champs」（平等の擁護者）と呼ばれる議員の1人である。フォーリン・ポリシー誌によって2016年の世界のグローバル思想家100人、また同年タイム誌によって2016年の刺激を与えた13人の女性の1人に選ばれた。

## 来歴
ロマンはともに政治家の父アントニオ・ロマンと母ヘルミニア・ロマンの間に男性として生まれた。幼少のころは学校で性自認が理由でクラスメートからからかわれたが、父に自信を持つよう励まされた。
ロマンは初等・中等教育をアテネオ・デ・マニラ大学の基礎教育課程で、高等教育をフィリピン大学ディリマン校で学んだ。奨学金を得て、スペインのバスク大学でジャーナリズムを学び、修士号を2つ取得した。のちEFE通信の上級編集者としてスペインで働いた。2012年に父の看病のため帰国した。

### 政治経歴
2016年5月に行われた下院議員選挙で、バターン州から自由党のもとで立候補し当選した。現職の母ヘルミニアの跡を継ぎ、そしてフィリピン初のトランスジェンダーの国会議員となった。 
当選後、ロマンは性的指向と性自認に基づく差別を禁止する法案への支持を促す議会演説を行った。2016年10月、『タイム』がロマンを2016年の刺激を与えた13人の女性の1人に選出した。2017年5月、自由党を離党しフィリピン民主党・国民の力（当時与党）に移籍した。2017年9月には下院で、ロマンが起草者の1人であるSOGIE平等法案が全会一致で可決された。2018年1月、性別にかかわらずシビルユニオンを可能にするシビルパートナーシップ法案（下院法案6595）を下院議長とともに提出した。2月にはトランスジェンダーとして初めてフィリピン軍の将校となった。2022年8月からは下院の女性とジェンダー平等に関する委員会の委員長を務めている。

## 軍歴
ロマンはトランスジェンダーとして初めてフィリピン軍の将校となり、そして中佐に任命された予備役である。

## 私生活
1990年代に性別適合手術（MtF）を受け、法的に名前とともに性別も女性に変更した。裁判所への訴えを通じて行っている。
スペインに住むスペイン人パートナーがおり、名はアルベルトという。ロマンは母国語のタガログ語のほか英語やスペイン語、フランス語を話す。カトリックを信仰しており、「もしイエス・キリストが今日生きていたら差別を容認しなかっただろう、そう固く信じている」とも述べている。